# Hôtel Brion
El hotel Brion es un hôtel particulier monumento histórico situado en el número 22 de la rue Sleidan deEstrasburgo, en la región de Bas-Rhin. Es uno de los símbolos del Art Nouveau en Estrasburgo.

## Historia
Fue construido en 1904 por el arquitecto Auguste Brion para su uso personal. En 1908, se añadió una terraza protectora para albergar un jardín de invierno siendo una casa de huéspedes llamada Hotel Marguerite.
En 1975 fue registrado como monumento histórico

## Arquitectura
El edificio es de estilo Art Nouveau. La fachada de sillería, así como el techo del lado de la calle y la puerta de entrada están protegidos como monumento histórico.